# Les Contes de ma mère l'oie
 (mai 2017).
Si vous disposez d'ouvrages ou d'articles de référence ou si vous connaissez des sites web de qualité traitant du thème abordé ici, merci de compléter l'article en donnant les références utiles à sa vérifiabilité et en les liant à la section « Notes et références ».
Pour plus de détails, voir Fiche technique et Distribution.
Les Contes de ma mère l'oie (A Gander at Mother Goose) est un dessin animé américain de la série Merrie Melodies, réalisé par Tex Avery sur un scénario de Dave Monahan, et sorti en 1940.

## Fiche technique
- Réalisation : Tex Avery
- Scénario : Dave Monahan
- Production : Leon Schlesinger Studios
- Musique originale : Carl W. Stalling
- Montage et technicien du son : Treg Brown (non crédité)
- Durée : 6 minutes
- Pays de production :  États-Unis
- Langue : anglais
- Distribution : 1940 : Warner Bros. Pictures
- Format : 1,37 :1 Technicolor Mono
- Date de sortie : 
  - États-Unis : 25 mai 1940

## Censure
Les versions de ce dessin animé diffusées sur les chaînes détenues par Ted Turner aux États-Unis (TBS, TNT, Cartoon Network et Boomerang) ont coupé toute la scène où le petit Hiawatha tire une flèche en l'air et se fait crier dessus par l'aigle qu'il a touché. Les chaînes internationales Cartoon Network et Boomerang en dehors des États-Unis n'ont pas coupé cette scène.

## Animateurs
- Robert Cannon
- Virgil Ross (non crédité)
- Charles McKimson (non crédité)
- John Didrik Johnsen (décors) (non crédité)

## Musique
- Carl W. Stalling, directeur de la musique
- Milt Franklyn, orchestration (non crédité)